# Candona lingulata
Candona lingulata är en kräftdjursart som beskrevs av Cole 1965. Candona lingulata ingår i släktet Candona och familjen Candonidae. Inga underarter finns listade.